# Gnaeus Egnatius
Gnaeus Egnatius war ein Politiker der römischen Republik im 2. Jahrhundert v. Chr.
Gnaeus Egnatius war der Sohn eines nicht weiter bekannten Gaius Egnatius. Er war Mitte der 140er Jahre v. Chr. Prätor und Prokonsul der gerade in das römische Reich eingegliederten Provinz Makedonien. Egnatius erbaute die nach ihm benannte Via Egnatia, eine Straße, die den Bosporus mit der Adriaküste verband und insgesamt 535 Meilen lang war. Sein Name erscheint auf mehreren Meilensteinen. Außerdem wird Egnatius in einem etwa gleichzeitigen Senatsbeschluss erwähnt.